# Приводіно
Приводіно (рос. Приводино) — робітниче селище в Котлаському районі Архангельської області Російської Федерації.
Населення становить 3161 особу. Входить до складу муніципального утворення Котласький муніципальний округ.

## Історія
До 2022 року входило до складу муніципального утворення Приводинське поселення.

## Населення
| 1959  | 1970  | 1979  | 1989  | 2002  | 2009  | 2010  |
| ----- | ----- | ----- | ----- | ----- | ----- | ----- |
| 3534  | ↘2849 | ↗3058 | ↗3154 | ↗3264 | ↘3206 | ↘3161 |
| 2011  | 2012  | 2013  | 2014  | 2015  | 2016  | 2017  |
| ↘3153 | ↘3136 | ↘3092 | ↘3074 | ↘3039 | ↗3074 | ↘3012 |